# Осада Андижана
Осада Андижана — пятимесячная осада Андижана войсками Алимкула и Шадман-ходжи в ходе гражданской войны в Кокандском ханстве. Осада города завершилась её взятием в январе 1863 года.

## Предыстория
В феврале 1862 года началась гражданская война в Кокандском ханстве. После сражений под Асаке, Андижаном и Шахриханом вооруженная оппозиция в августе того же года начала осаду Андижана.
Кыргыз-кыпчаки взяли Касан, затем они взяли Наманган, Чуст, Туракурган и все ближайшие к ним селения. В это же время, по настоянию Алимкула, поднялись исфаринские и сохские кыргызы. Худояр-хан растерялся и послал к эмиру Бухары за помощью. Мингбай осадил Чартак. Хан послал против него четырёх пятисотников, но они были разбиты. Кыргыз-кыпчаки стали появляться около самого Коканда и грабить его ближайшие окрестности.

## Осада
Осаждённые Алимкулом андижанцы слали к Худояр-хану просьбу за просьбой: или прогнать Алимкула, или вступить с ним в какие либо соглашения, ибо далее держаться они не в состоянии.
Хан гонит посланных, ровно ничего не предпринимая для немедленного же освобождения Андижана и шлёт свою мать, Жаркынай-айым к эмиру с подарками и просьбой о помощи. Эмир милостиво принимает шкатулку с золотом и несколько десятков лошадей и отпускает её ни с чем.
Войдя во вкус интриг и тайной дипломатии, оппозиция отправляет секретное письмо главе кокандской армии Мирза Ахмаду (кураминец, один из лидеров племён курама), всячески склоняя его на свою сторону. Мирза Ахмад поддался этим уговорам, видимо, ощущая слабость власти Худояр-хана и по неписаному закону выбирая более сильного.
Захват Андижана Алимкул и его соратники ознаменовали весьма показательной акцией, насильственно изъяв имущество и деньги богатых жителей Андижана и других близко расположенных городов и селений и во всеуслышание поставив им вину в помощь Худояр-хану.

## Последствия
В течение трёх месяцев Алимкулу удалось собрать значительные силы (40,000) из числа ошских, араванских, алайских кыргызов и кыпчаков. Оппозиция насильно отнимала у населения Андижана и окрестных селений Балыкчи, Кувы, Асака, Шахрихана, Оша, Пайтуга их богатства, обложили повторными налогами. После многомесячной борьбы им удалось захватить Маргилан и двинуться на Коканд.
В этих районах многие селения были охвачены пожарами, поля вытоптаны, погибло большое число людей.

### Книги
- Бейсембиев Т. К. Кокандская историография. Исследование по источниковедению Средней Азии XVIII-XIX веков. — Алматы: TOO «Print-S», 2009. — 1263 с. — ISBN 9965-482-84-5.
- Набиев Р.Н. Из истории Кокандского ханства (феодальное хозяйство Худояр-хана). — Ташкент: Изд-во ФАН Узбекской ССР, 1973. — 387 с.
- Наливкин В. Краткая история Кокандского ханства. — Казань, 1886. — 215 с.
- Б.М. Бабаджанов. Кокандское ханство: власть, политика, религия. — Токио, Ташкент, 2010. — 744 с.